# 吉江幸貴
吉江 幸貴（よしえ ゆき、1992年8月16日- ）は日本のモデル、レースクイーン、イベントコンパニオンである。
福井県坂井市三国町（旧：坂井郡三国町）出身。福井県立大学社会福祉学科卒業。所属事務所はグレース→ティースタイルマネージメント所属。

## 来歴
高校2年の時、地元の情報誌「URALA」主催のミス・コンテスト『うらら姫コンテスト』に応募し準グランプリを受賞。その後大学に通う傍ら、モデルやレースクイーンやイベントコンパニオンとして活動を開始する。
ミス・ユニバース・ジャパンでは2011年愛知県大会、2012年石川県大会でそれぞれファイナリストに選出。2013年大会では地元となる福井県代表に選出されており、同年3月4日の日本大会に出場している。
2015年、タックルベリーのイメージガール「ベリーガールズ」メンバーに選ばれる。同年7月7日、パリ・コレクションに出場し、渡辺弘二がデザインした衣装でランウェイを歩いた。この年には福井県の魅力をPRする「ふくいブランド大使」としての活動もあった。
2016年12月10日、台湾・台北市で行われた「ASIA FASHION AWARD 2016 in TAIPEI」に出場。同年のミス・アース・ジャパン代表であった蜂谷晏海らと共にランウェイを歩いた。

## 人物・エピソード
- 趣味はゴルフ、料理。
- 特技は陸上（槍投げ）。
- 子供の頃から身長が高く、少女時代は「ノッポ」と呼ばれていた[7]。
- 小学校時代はバレーボール部、中学校時代は卓球部に入っていた[7]。
- 兄が1人いる[11]。
- うらら姫コンテストに応募した理由は、当時病気療養中だった祖母を元気付けるためだったという[7]。2013年暮れに祖母が危篤状態となり見舞いに行ったものの、吉江は翌年の東京オートサロンに参加していたため、祖母の臨終には立ち会えなかった[12]。
- モデル業を本格化した際に大学を休学していたが、2015年より復学[13]し2017年3月で卒業[6]。卒業式では学生表彰も受けた[6]。

## 主な活動

### レースクイーン
- フォーミュラ・ニッポン
  - 2012年：「DOCOMO TEAM DANDELION RACING　サーキットレディ」
- SUPER GT
  - 2013年：「ZENT Sweeties　サブメンバー」
第2戦（富士スピードウェイ）でコントローラー[14]、第5戦（鈴鹿1000km）でレースクイーンとしてスポット参加[15]したが、現時点（2017年3月）で正式加入は果たしていない。
  - 2014年 - 2015年：「LEXUS TEAM PETRONAS TOM'S RC F　jms GARAGE GIRLS」（相方は高比良渚）
  - 2016年：「LEXUS TEAM TOM'S jms GARAGE GIRLS」（相方は吉永愛[16]）
- その他
  - 2013年：岡山国際サーキットクイーン

### イベント
- 東京オートサロン
  - 「EXEDYブース」 イベントコンパニオン（2014年）
  - 「メルセデス・ベンツブース」 イベントコンパニオン（2015年・2016年）
  - 「TRD&TOM'Sブース」イベントコンパニオン（2017年） - jms GARAGE GIRLSとして参加。
- 「第49回江南藤まつり」キャンペーンレディ（2014年）[17]
- 名古屋オートトレンド「NTPグループブース」イベントコンパニオン（2015年）
- 東京モーターショー「BMW MINIブース」イベントコンパニオン（2015年）
- ふくい学生祭「ギュッと60」審査員（2016年6月26日）[18]
- ASIA FASHION AWARD 2016 in TAIPEI（2016年12月10日、W Taipei）[10]

### ラウンドガール
- HEAT ラウンドガール（2013年）

## 外部サイト
- 吉江幸貴オフィシャルブログ Powered by Ameba（2012年4月24日～）
- 吉江幸貴 on Twitter
- 吉江幸貴 (yuki.yoshie.5) - Facebook
- ティースタイルマネージメント｜吉江幸貴
- Qブロ！レースクイーン情報ポータルサイト　最強RQ図鑑|吉江幸貴